# Гасба (газове родовище)
Гасба — офшорне газове родовище у Перській затоці, котре належить Саудівській Аравії.
Родовище відкрили у 2009 році за півтори сотні кілометрів на північний схід від міста Джубаїль. Запаси газу родовища пов'язані із карбонатною формацією Хуфф, відкладення якої виникли в умовах мілководдя у пізньому пермському періоді, під час трансгресії Аравії на початку формування океану Неотетіс.

## Перший етап розробки
На момент відкриття Саудівська Аравія розгорнула програму видобутку вільного (неасоційованого) газу, котрий міг би покривати її власні енергетичні потреби та, як наслідок, вивільнити значні об'єми нафти для експорту. Тому вже у 2016 році Гасбу ввели в експлуатацію, облаштувавши тут сім видобувних свердловин та відповідну кількість платформ для розміщення фонтанних арматур (розрахованих на високий тиск — 10000 PSI). За допомогою з'єднувальних трубопроводів діаметром 300 мм вони сполучені з встановленою в районі з глибиною моря 45 метрів платформою, де розташований маніфольд та звідки бере початок експортний трубопровід Гасба – Васіт. Іншими елементами облаштування родовища стали трубопроводи для моноетиленгліколю, електричні та контрольні кабелі.
Монтаж видобувних платформ та трубопроводів провели кранові/трубоукладальні судна італійської компанії Saipem Castoro II та Castoro Otto. Надбудову (топсайд) платформи для маніфольда вагою біля 5000 тон встановив плавучий кран великої вантажопідйомності Lan Jing..

## Другий етап розробки
У 2017 році розпочали проект нарощування видобутку на Гасбі. В його межах встановили шість нових платформ для фонтанних арматур, які під'єднані по три до двох платформ з маніфольдами (загальна довжина необхідних для цього з'єднувальних трубопроводів, виконаних в діаметрі 400 мм, становила 16 км). Від маніфольдів починається трубопровідна система Гасба – Фадхілі, яка подає продукцію на газопереробний завод Фадхілі.
Для забезпечення родовища електроенергією і передачі управлінських команд призначені кабелі довжиною по 55 км, які сполучають платформи Марджан-2 і Марджан-3 (обслуговують супергігантське нафтогазове родовище Марджан) та платформи з маніфольдами.
Наприкінці 2018-го судно Seven Champion змонтувало надбудову (топсайд) першої платформи для фонтанних арматур. Вага цього елементу становила 1900 тон, так само як і вага основ (джекетів) платформ для маніфольдів. Що стосується топсайдів платформ для маніфольдів вагою по 6700 тон, то їх доставку та монтаж методом напливу (floatover) виконало судно для перевезення важковагових вантажів Tai An Kou.